# Iâamranène
 (août 2014).
 (août 2014).
Iɛemṛanen (Iâamranène) désigne un ensemble de villages constituant un douar du même nom, rattaché à la commune de Toudja (Aɣbalu), dans la wilaya de Béjaïa en Algérie.
Selon la tradition locale, le nom de la région aurait été attribué sous l’administration coloniale française en référence au mont Abraras, une montagne dominante de la vallée, que le premier contingent de l’armée française aurait identifié comme repère topographique principal.

## Emplacement géographique

### Situation
- Si vous ne connaissez pas le sujet, laissez ce bandeau (vous pouvez alors contacter les auteurs).
- Si vous supprimez le contenu mis en cause (vous pouvez préalablement contacter les auteurs),

argumentez précisément cette suppression dans la page de discussion
(un manque de référence n'est pas un argument ; une recherche réelle de référence doit avoir été effectuée, être formellement documentée).
Situé au nord de la commune de Toudja, à trente-six kilomètres à l'ouest du chef-lieu de la wilaya de Béjaïa, le douar d'Iɛemranen est bordé au nord par la mer Méditerranée ; il touche la commune de Béjaïa à l'est et la commune de Beni Ksila à l'ouest.
|            | Mer Méditerranée |           |
| Beni Ksila | Toudja           | Béjaïa    |
|            | El Kseur         | Oued Ghir |

Non loin du mont Abraras, la rivière Mɣayet descend contre le flanc de la colline et coule profonde et verte, l'eau miroitante au soleil se glisse sur le sable flavescent en s’incurvant jusqu’aux masses rocheuses d’Asfiḥ n lebyur, du côté de la vallée, l’eau est bordée d’arbustes touffus, des lentisques, des arbousiers et des myrtilles d’un verts chatoyant quand arrive la douceur du printemps, le laurier rose aux feuillages marbrés s’allongent et forment voûte au-dessus de l’eau dormante qui abreuve toute sorte de passereaux, des merles, des rouges gorges et des chardonnerets aux chants majestueux, un corbeau guindé nous lance des cris moqueurs et darde sur le village de Tala n Buḥi situé en contrebas, à flanc de coteau du hameau, le lieu-dit Aẓru qui longe une piste serpentueuse et caillouteuse mais nimbée de caroubiers et d'oléastres, si vous empruntez cette piste pendant la saison sèche des orchestres de cigales vous cassent les tympans avec leurs chants stridents et monocordes, les endroits humides portent encore les traces nocturnes des lièvres et des sangliers. Il y a des sentiers battus par les paysans qui viennent cultiver des lopins de terre accidentés ou débroussailler des buissons pour faciliter la cueillette des olives, nous continuons de clopiner sur cette piste aux effluves de terre et de myrte jusqu’au village de Zizlum qui abrite une huilerie traditionnelle dressée comme un vestige romain, toute vie cessa pendant un instant puis le braiment d’un âne grincheux cassa le calme monastique, nous apercevons de loin le village de Tadrart perché sur une butte rocheuse, arrivé à La'zib, l’ombre montait vers le haut des collines, une brise frisquet commence à nous faire frémir, elle atteste qu’on s’approche derechef des berges de la rivière, sur les rives sablonneuses un troupeau de bœufs s’étaient assis là immobiles comme des rochers sculptés, deux caprins hissés sur un monticule s’entrechoquent pour une branchette de freine, nous marchons longtemps les pieds dans l’eau pour atteindre enfin Ighẓer ijudar, la rivière dont on voit le versant se flageole entre les escarpements pour dévaler dans le gosier de la mer, à Tighremt la petite plage de galets qui signifie « château » en langue berbère.

## Villages d'Iɛemṛanen
- Iheggaren
- Ayt Usalaḥ
- Iḥamiyen
- Ighil Alahem
- Ich N'tyemmunt
- Ayt Raḥmun
- Budawed
- Ayt Ali
- Ixeṭṭaben
- Ssuq Ldjemaa
- Isbikhen
- Asumat
- Asun
- Ighil Muyen
- Ighil n Said
- Tala n Buḥi
- Tayemmunt khelfa
- Zizlum
- Lma'erbi
- Tadrart

## Pour approfondir

## Sources, notes et références
- (fr) Toudja.net - le premier portail de la région de Toudja